# دانته سکیچی
دانته سکیچی (انگلیسی: Dante Secchi؛ ۱۴ اوت ۱۹۱۰ – ۱۷ فوریهٔ ۱۹۸۱) قایقران روئینگ اهل ایتالیا بود.
وی در مسابقات کشوری و بین‌المللی در مجموع برندهٔ ۱ مدال طلا، ۲ مدال نقره، ۱ مدال برنز شده‌است.